# Professional Bowlers Association
La Professional Bowlers Association, conosciuta anche come PBA è la maggior organizzazione professionale di bowling presente negli Stati Uniti d'America. È stata fondata nel 1958 e la sua sede principale è a Chicago. Conta 4.300 membri attivi in tutto il mondo

## Storia

### XX Secolo
Prima dell'inizio del PBA, il bowling è stato trasmesso in televisione in modo sporadico agli inizi degli anni '50. La NBC ha iniziato a trasmettere uno special intitolata Championship Bowling. Successivamente gli spettacoli vengono regolarmente trasmessi settimanalmente, tra cui Jackpot Bowling.
Allo stesso tempo, c'è stato il desiderio di avviare una divisione professionale di bowling negli Stati Uniti, Uno sforzo guidato da Eddie Elias. Durante il torneo del 1958, l'ABC (American Bowling Congress) a New York, hanno partecipato a una presentazione di Elias. Dopo aver ascoltato la sua proposta, trentatré degli uomini hanno donato 50 $ ciascuno per avviare una organizzazione con sede ad Akron, arrivando ad un totale di 1.650 $. Gli investitori sono poi diventati membri della PBA, con vari incarichi. 
La competizione è iniziata nel 1959 con tre tornei. Lou Campi, proveniente da Doumont in New Jersey, ma di origine italiana vinse il primo evento (l'Empire State Open), e Dick Weber ha vinto invece gli altri due (il Paramus Eastern Open e il Dayton Open)
Il Tour PBA ha costruito lentamente un pubblico, espandendolo a sette tornei nel 1960, poi 13 tornei nel 1961, prima di esplodere con 30 tappe del tour nel 1962. Weber sarebbe diventato il primo "volto" della PBA nei primi anni, vincendo 10 dei primi 23 eventi, tra cui sette solo nel 1961.
Mentre i bowlers PBA sono apparsi regolarmente su Jackpot Bowling, Elias ha fatto uno sforzo per dare alla PBA una casa permanente in televisione. Lo ha fatto innanzitutto con l'interstiziale Make That Spare su ABC Sports, andato in onda dal 1960 al 1964 e poi con i giochi completi del Professional Bowlers Tour, iniziato nel 1965. Accoppiato con il continuo sostegno dei suoi membri nonché sponsorizzazioni dalla Ford Motor Company, dalla Coca-Cola Company (che ha sponsorizzato 11 tornei solo nel 1963), True Value Hardware e Firestone Tyre, la PBA ha sperimentato una crescita nei suoi tornei e nei premi. I redditi annuali per i bowlers professionisti sono diventati, molto alti al confronto con altri sport professionistici. Un articolo di Sports Illustrated dal 1963 ha osservato che il top bowler Harry Smith stava accumulando parecchi soldi nel 1963 come i due giocatori (uno della MLB Sandy Koufax e uno della NFL Y. A. Tittle) messi assieme.
Hanno raggiunto un plateau di 35 tornei all'anno negli anni '80. Il Tournament of Champions  del 1965, è stato il primo torneo a offrire 100.000 $ come premio; L'evento del 1982 ha presentato una borsa da 200.000 $, mentre l'US Open del 1987, sponsorizzato dalla distilleria di Seagram, ha offerto un fondo di 500.000 $ e il primo premio di 100.000 $ per la prima volta nella storia della PBA
Negli anni ottanta, True Value ha messo in premio 100.000 $ per un qualsiasi giocatore che riuscisse a fare una partita perfetta (300 punti) durante uno show nella televisione nazionale (aumentato poi a 200.000 $). Inoltre, nei primi anni '90 la Miller Brewing Company ha offerto 1 milione di $ a qualsiasi giocatore che avrebbe potuto vincere tutti e tre i suoi tornei sponsorizzati in una determinata stagione.
Mentre l'esposizione televisiva aumentava per la PBA, ha indetto un Seniors Tour nel 1981, con Bill Beach vincitore del primo campionato di quell'anno.
Nel 1986, un gruppo di bowler professionisti che erano insoddisfatti con la gestione di PBA costituirono il gruppo dei Touring Pro Bowlers (TPB). Anche se è stato poi risolto in tribunale, la causa ha causato gravi danni finanziari alla PBA
Elias continua ad essere coinvolto nella PBA fino alla sua morte nel 1998.

### XXI secolo
La PBA è stata acquistata nel marzo 2000 da tre ex dirigenti Microsoft: Chris Peters (presidente), Rob Glaser e Mike Slade e la sua sede aziendale è stata trasferita a Seattle. Insieme al CEO Steve Miller, ex executive di Nike, sono stati riconosciuti per aver salvato la PBA dall'orlo dell'estinzione. A partire dal 2011, Geoff Reiss attualmente CEO di PBA e Tom Clark funge da Commissario.
Il PBA è stato descritto nel documentario sportivo 2006, come una lega di gentiluomini ordinari. Il documentario, filmato durante la stagione 2002-2003, ha avuto un rilascio limitato nei teatri prima di essere pubblicato in DVD nel marzo 2006. Il PBA è stato inoltre caratterizzato e riconosciuto nel film del 2007 7-10 Split
Nel 2003, la PWBA (Professional Women's Bowling Association) si è ripiegata e la PBA dal 2004 ha iniziato a consentire l'accesso nella PBA ai membri femminili. Missy Bellinder, è diventata la prima femmina entrata nella PBA, mentre Liz Johnson è stata la prima a vincere in un evento PBA Tour e successivamente nel 2005 a essere entrata in una trasmissione televisiva dedicata al PBA Tour. In combinazione con la USBC, il PBA inaugurerà nel 2007 il PBA Women's Series. Dopo le trasmissioni ESPN degli US Women's Open, ha trasmesso il campionato di bowling femminile per la prima volta dalla scomparsa della PWBA.
Nel 2009, le difficoltà finanziarie e lo stato generale dell'economia statunitense hanno causato il tour a ridurre il numero di tappe e eventi complessivi, riducendo al contempo il numero di trasmissioni televisive in diretta televisive. Il PBA ha combinato il suo programma di sei tornei standard PBA (più qualificati per il Campionato del Mondo PBA), in un singolo evento World Series of Bowling, tenuto quel anno a Allen Park, in Michigan. Tutte le finali televisive, tranne il PBA World Championship, sono state registrate e trasmesse in data successiva su ESPN, mentre tutti tranne uno degli eventi invernali sono continuati ad essere trasmessi in diretta TV. Nel 2010, il World Series of Bowling è stato trasferito a Las Vegas in Nevada, e consisteva in cinque tornei con finali televisive a tappe e qualifiche per il Campionato del Mondo PBA. La programmazione generale di questa stagione è stata ridotta a soli 12 eventi, con porzioni di tre eventi stagionali invernali che vengono registrati e trasmessi. Kelly Kulick ha vinto il PBA Tournament of Champions del 2010, che è stata anche la prima competizione femminile del settore. Ciò le ha reso anche la prima donna a vincere un evento professionale di Bowlers Association Tour aperto anche agli uomini,
Per la stagione 2011-12, Sono stati registrati un totale di 14 trasmissioni televisive della World Series of Bowling  per essere poi trasmessi successivamente. Per la prima volta, le finali non vengono trasmesse in diretta. Infatti nel 2012, ESPN ha trasmesso solo le finali dei tre tornei restanti di PBA (USBC Masters, US Open e Tournament of Champions) in una trasmissione in diretta. Tutte le altre trasmissioni di ESPN per l'inverno 2012 sono state registrate. mentre quattro tornei di titoli non importanti sono disponibili in diretta tramite il servizio webcast "Xtra Frame" della PBA.
Oltre alla riduzione delle trasmissioni, anche i premi per alcuni tornei standard sono stati ridotti, a partire dal 2010, con un minimo di 15.000 $ al vincitore. Tuttavia nel Tournament of Champions del 2011, è stato messo in palio un premio record da 1 milione di $ e un premio senza precedenti di 250.000 $

## Tours
Il PBA controlla anche la concorrenza tra i bowlers professionali attraverso i seguenti tour:
- PBA Tour - Un calendario annuale di eventi, attualmente in esecuzione da gennaio a dicembre.
- PBA50 Tour - Precedentemente "PBA Senior Tour".[13] Evento riservato ai membri PBA dai 50 anni in su dove potranno competere nei propri eventi.
- PBA Regional Tour - Permettere ai membri esenti e non esenti e dilettanti di competere negli eventi di fine settimana. Il tour è costituito da sette regioni: Central, East, Midwest, Northwest, South, Southwest e West[14]
- PBA Women's Series - Gli eventi selezionati PBA Tour dal 2007 al 2010 includono un evento separato per i professionisti femminili.